# Castillo Kushima

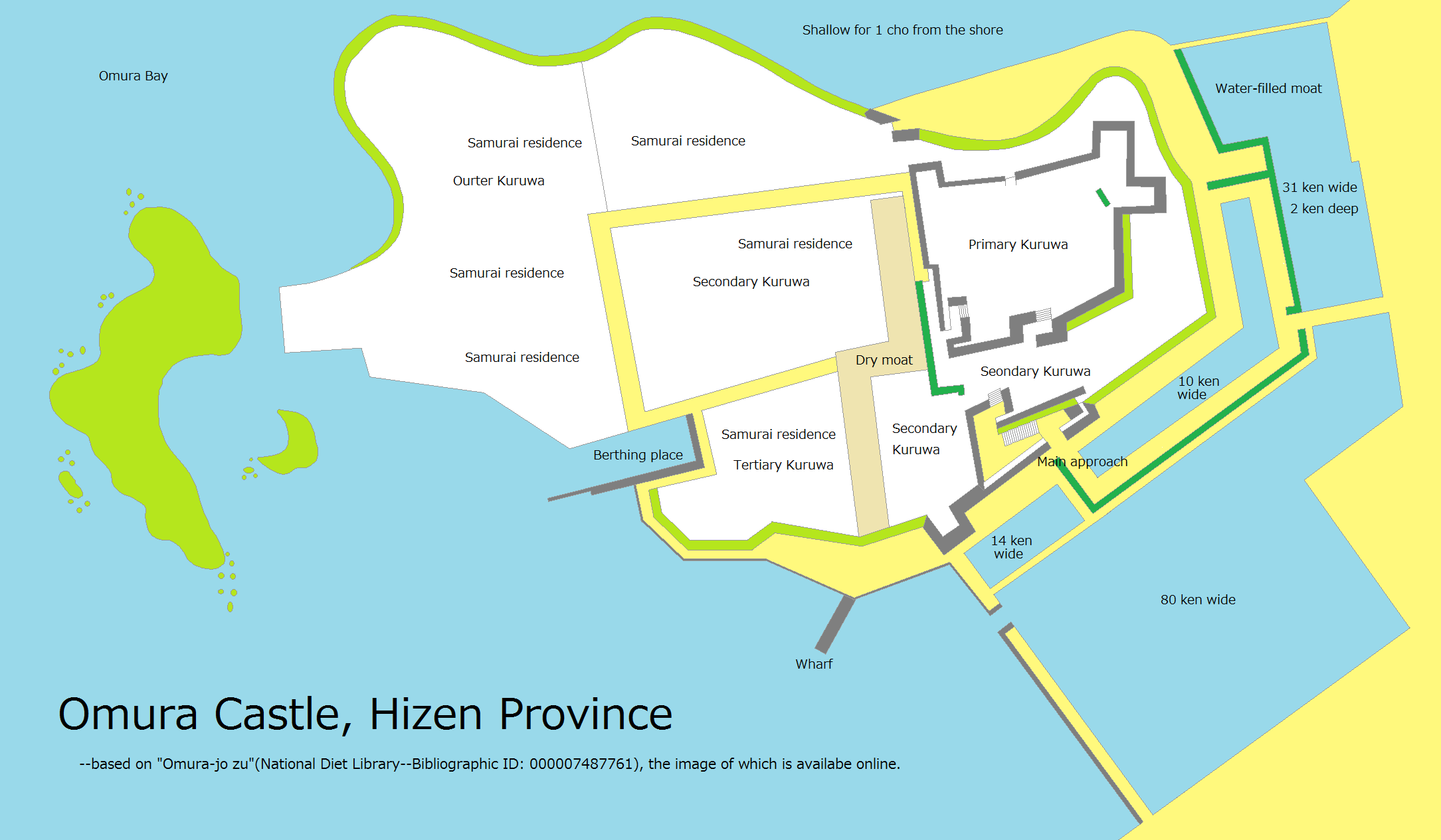
Castillo de Kushima (Ōmura)

El castillo Kushima (玖島城, Kushima-jō) fue un castillo japonés que se encontraba en Ōmura, en la Prefectura de Nagasaki, Japón. También se lo conoce, haciendo referencia a la localidad en la que se erigía, como  Ōmura-jō.

## Historia
El clan Ōmura había sido establecido durante el periodo Kamakura por descendientes de Fujiwara no Sumitomo y habían construido un castillo que fue la residencia ancestral del clan. La ubicación del mismo se escogió teniendo en consideración la proximidad al mar y las posibilidades de comerciar con el extranjero. 
Durante el periodo Sengoku el daimio kirishitan Ōmura Yoshiaki se alió con Toyotomi Hideyoshi y, tras la conquista de Kyūshū por Hideyoshi (1587), sus territorios le fueron confirmados aunque, tras la batalla de Sekigahara, el shogunato castigaría a Yoshiaki por no haberlo ayudado en dicha campaña: le asignaría un han de 27.000 koku en sus territorios, y lo convertiría en tozama daimio.
Tras la muerte de Hideyoshi (1598) y, en vista de la inestable situación política, el clan inició la construcción de un castillo y, una vez terminado, fijó allí su residencia (1599). El castillo no disponía de una gran torre, pero constaba de tres embarcaderos para el comercio marítimo. En 1614 el castillo fue reconstruido y ampliado. Debido a lo característico de su traza, se le ha atribuido al notorio diseñador de castillos Katō Kiyomasa.
Cuando se empezó a aplicar la política de aislamiento nacional y comenzó la persecución de los cristianos japoneses, Ōmura Sumiyori, que había apostatado, reunió a muchos cristianos locales en los terrenos del castillo de Kushima y los obligó a tomar veneno en 1616. El propio Sumiyori fue envenenado en 1619.
Los daimios del clan Ōmura siguieron residiendo en el castillo de Kushima hasta la restauración Meiji de 1868. Siguió siendo la sede del gobierno local hasta 1871, cuando el antiguo Dominio de Ōmura fue fusionado en la nueva Prefectura de Nagasaki. La torre del homenaje fue demolida en 1871, así como el resto de los edificios. Actualmente sólo perviven el foso y algunas partes de los muros de piedra.
En 1884 se construyó un santuario sintoísta sobre los basamentos de la antigua torre en honor de los espíritus de los daimios Ōmura. En 1981 se reconstruyeron una torre de vigilancia (yagura) y algunos muros de tierra. Los terrenos del castillo son hoy en día el Parque Ōmura, el cual contiene gran variedad de plantas protegidas, incluyendo muchos ejemplares de Ōmura sakura y vastos jardines públicos.